# Hải cẩu ăn cua
Hải cẩu ăn cua (Lobodon carcinophagus) là một loài động vật có vú trong họ Hải cẩu thật sự, bộ Ăn thịt. Loài này được Hombron & Jacquinot mô tả năm 1842. Loài hải cẩu này phân bố xung quanh vùng cực Nam Cực. Chúng có kích thước vừa đến dài (dài hơn 2m), thân tương đối mảnh mai và nhạt màu, được tìm thấy chủ yếu trên các tảng băng trôi nổi tự do kéo dài ra theo mùa từ bờ biển Nam Cực, nơi chúng sử dụng như một mặt nền để nghỉ ngơi, giao phối, tập hợp xã hội và tiếp cận con mồi. Đến nay chúng là loài hải cẩu đông đảo nhất trên thế giới.

## Hình ảnh

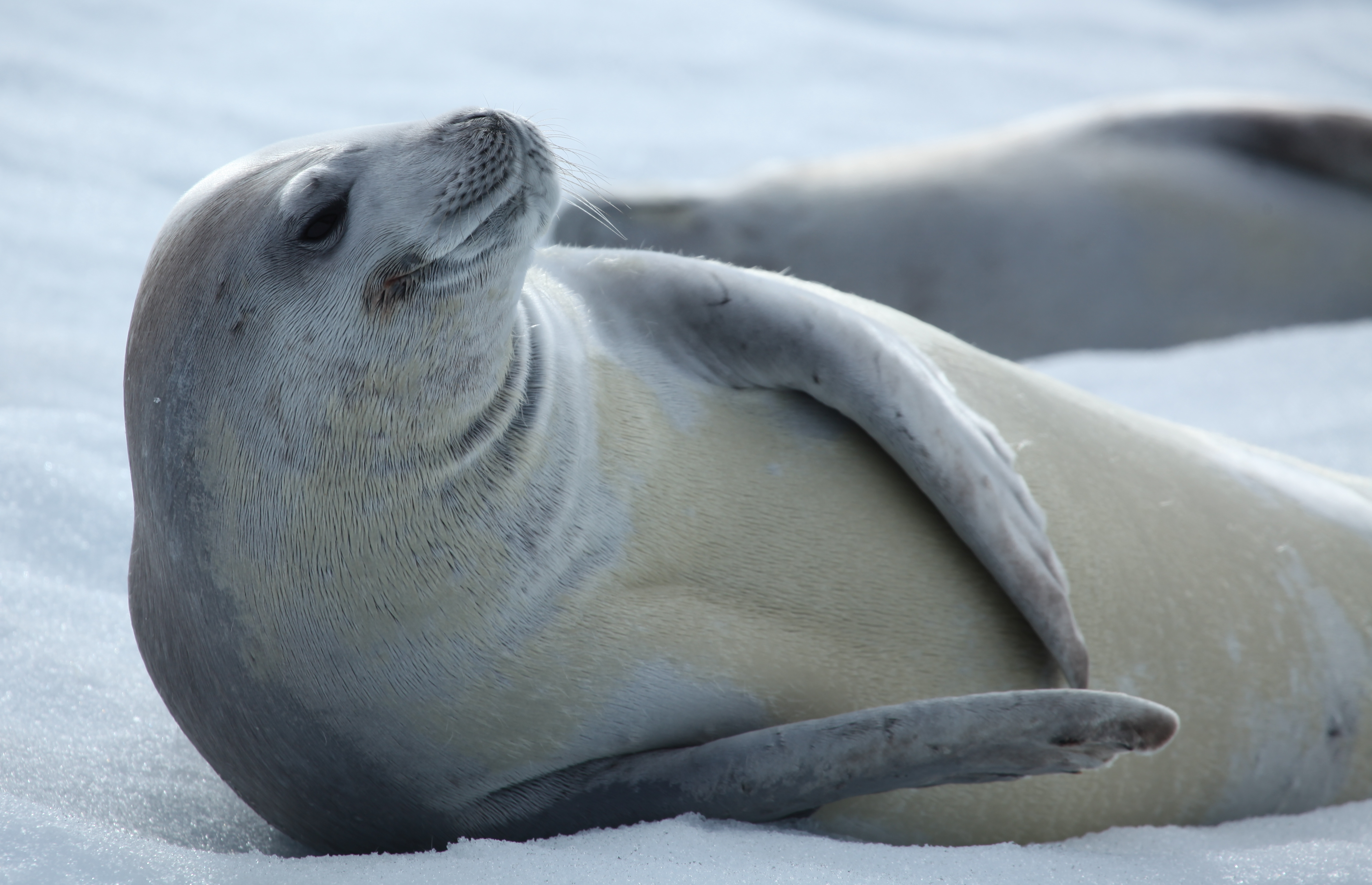
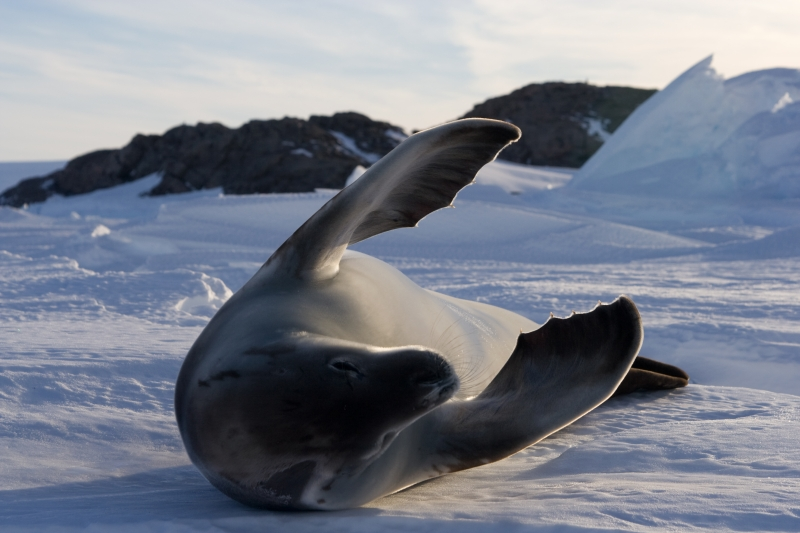